# Branicki Hrabia

Herb według Obszczyj gerbovnik

Herb według Ostrowskiego

Branicki Hrabia – polski herb szlachecki, hrabiowska odmiana herbu Korczak.

## Opis herbu
Zachowały się przekazy na temat dwóch wersji tego herbu. Opisy z wykorzystaniem klasycznych zasad blazonowania:
W polu czerwonym wręby srebrne. Nad tarczą korona hrabiowska, dziewięciopałkowa, a nad nią trzy hełmy w koronach, z klejnotami: klejnot I: pół orła dwugłowego, czarnego, każda głowa ukoronowana, nad głowami jedna większa korona; na piersiach orła tarcza czerwona ze skrajem złotymi takimż monogramem „M I” (Mikołaja I), klejnot II: pół psa srebrnego, wyskakującego z czary złotej, klejnot III: trzy pióra strusie. Labry na hełmach bocznych czerwone podbite srebrem, na środkowym czarne, podbite złotem. Trzymacze: dwa gryfy srebrne, wspięte. Pod tarczą dewiza: na wstędze czerwonej „PRO FIDE ET PATRIA” (łac.: „DLA WIARY I KRAJU”).
Juliusz Karol Ostrowski zna tylko małą wersję tego herbu:
W polu czerwonym wręby srebrne. Nad tarczą korona hrabiowska, nad którą hełm w koronie. Klejnot: pół wyżła srebrnego, z obrożą czerwoną, wyskakującego z czary złotej.

## Najwcześniejsze wzmianki
Tytuł hrabiowski rzekomo mieli otrzymać Braniccy już w XVIII wieku od Marii Teresy, ale nadanie miało zaginąć w czasie powstania w 1794. Dokument taki znany jest dopiero z 1839. Wtedy to, 18 lipca, Władysław Grzegorz Branicki otrzymał rosyjskie uznanie tytułu hrabiowskiego „bez przedstawienia na to dowodów, które zagubione zostały w Warszawie podczas rozruchów” (dyplom z 27 czerwca 1841). Tytuł ten potwierdzono w Rosji 9 marca 1871 i zatwierdzono w Galicji 5 września 1873 Władysławowi Branickiemu i ponownie. Hrabiowskie gałęzie Branickich są obecnie wygasłe. Potwierdzenie w Rosji uzyskali też Aleksander Branicki i jego bracia: Władysław Michał Branicki (z córką Marią Różą), Grzegorz Konstanty Leon Branicki i jego dzieci: Ksawery Władysław Branicki i Róża Maria Branicka.

## Herbowni
Jedna rodzina herbownych:
Graf von Branicki.